# Abitti
Abitti eller Digiabi är ett operativsystem med tillhörande programvara och infrastruktur för studentexamen i Finland. Det används också allmänt vid andra prov i de finländska gymnasierna. Operativsystemet bygger på Debian GNU/Linux.
Programvaran publicerades i januari 2015, som en del av projektet att övergå till digitala prov i studentskrivningarna.

## Namn
Namnet Abitti är det som används i information till skolor och elever. Namnet anspelar på abiturient och bit. Namnet Digiabi eller Digiabi OS används vid programutvecklingen.

## Teknik
Vid provtillfällen använder man USB-minnen från vilka skolans och elevernas datorer startar. På så sätt är man oberoende av elevernas egen programvara och åstadkommer en kontrollerad miljö. Datat på elevmaskinen rörs inte. Proven tillhandahålls från skolans servrar, som också sparar provsvaren och alarmerar vid eventuella tekniska problem. Servrarna har en annan version av programvaran.
2020 bygger Abitti på Debian GNU/Linux version 9.0 Stretch med några program från "backports" (program porterade till den äldre Debian-versionen som används). Tekniken för att köra operativsystemet från USB-minne ingår i Debian.